# Залан, Эндрё
Эндрё Залан, наст. имя Одён Эман (венг. Endrei Zalán, урожд.Odön Ehmann, род. 31 октября 1870 г. Вирт, Австро-Венгрия — ум. 24 декабря 1933 г. Шаторальяуйхей, Венгрия) — венгерский писатель, историк литературы, журналист, художник, иллюстратор литературы и литературный переводчик еврейского происхождения.

## Жизнь и творчество
Родился в местечке Вирт (ныне в Словакии) в бедной еврейской семье. Родители — Йозеф и Лаура Эман. После окончания школьного образования получил также университетское по специальности «История венгерской литературы». Совершив учебную поездку за границу, живёт в Будапеште. Сперва работает в театре, однако затем посвящает себя полностью занятиям литературе и журналистике. Сотрудничает с рядом будапештских газет и журналов. Среди его наиболее известных работ следует отметить «Всемирную историю» в 6 томах, «Историю венгерской литературы с древнейших времён» в пяти томах, перевод на венгерский язык драмы У.Шекспира «Отелло», новые редакции англо-венгерского и немецко-венгерского словарей, редактирование и издание собрания стихотворений Михая Вёрёшмарти (изд. 1907). Переводил произведения Г.-Х.Андерсена, братьев Гримм, Камиля Фламмариона, автор романов и ряда исторических драм.

## Литературные работы (избранное)
- «Всемирная история» и 6 -ти томах (1906—1908).
- «Страсть Бечмерельта», роман (Becsmérelt szenvedély (regény), Ungvár, 1896 (Ужгород, 1896).
- «Королева Илона» (Ilona királyné (történeti dráma), историческая драма (Будапешт, 1898).
- «Жизнь и смерть короля Матьяша» (Mátyás király élete és halála, Budapest, 1903).
- Антология старой английской поэзии" (Будапешт, 1903).
- «Антология старой венгерской поэзии» (Будапешт, 1903).
- «История венгерской литературы с древнейших времён» (A régi magyar költészet remekei. Kisfaludy Károlyig (versgyűjtemény), Budapest, 1903).
- «Шандор Петёфи, Полное собрание стихотворений», под редакцией Э.Залана, (Petőfi Sándor összes költeményei, Budapest, 1903).
- «Тюльпанный сад. 48 народных песен» (Tulipánkert. 48 nemzeti dal és gondolat, Budapest, 1906).
- «Всемирная история» (в 6 -ти томах, Будапешт, 1906—1908)

## Литературные переводы (избранное)
- Уильям Шекспир «Отелло» (Будапешт, 1899)
- Жан-Батист Луве де Кувре «Любовные похождения шевалье де Фобласа» (Будапешт, 1900)
- «Мемуары Казановы» (т.т. 1-4, Будапешт, 1901—1905)
- Альфонс Доде «Тартарен из Тараскона» (Будапешт, 1903)
- Камиль Эрклерт «Конец света» (Будапешт, 1903)
- Жорж Оне «В любовном угаре» Будапешт, 1903)
- Г.-Х. Андерсен «Истории» (Будапешт, 1910)
- Братья Гримм «Избранные сказки» (Будапешт, 1910)
- Оноре де Бальзак «Кузина Бетта» (Будапешт, 1930).

## Галерея

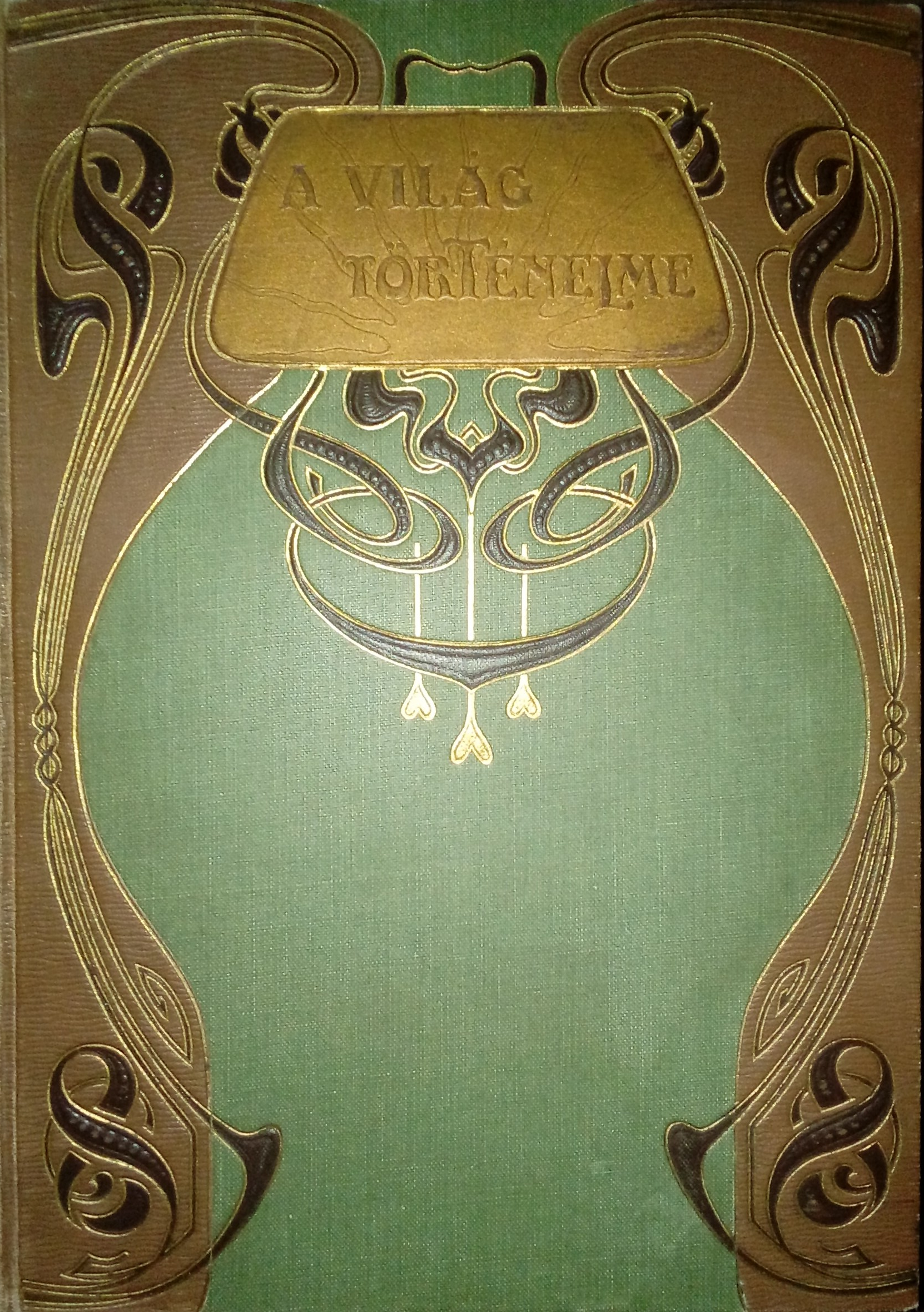
Э.Залан «Всемирная история».
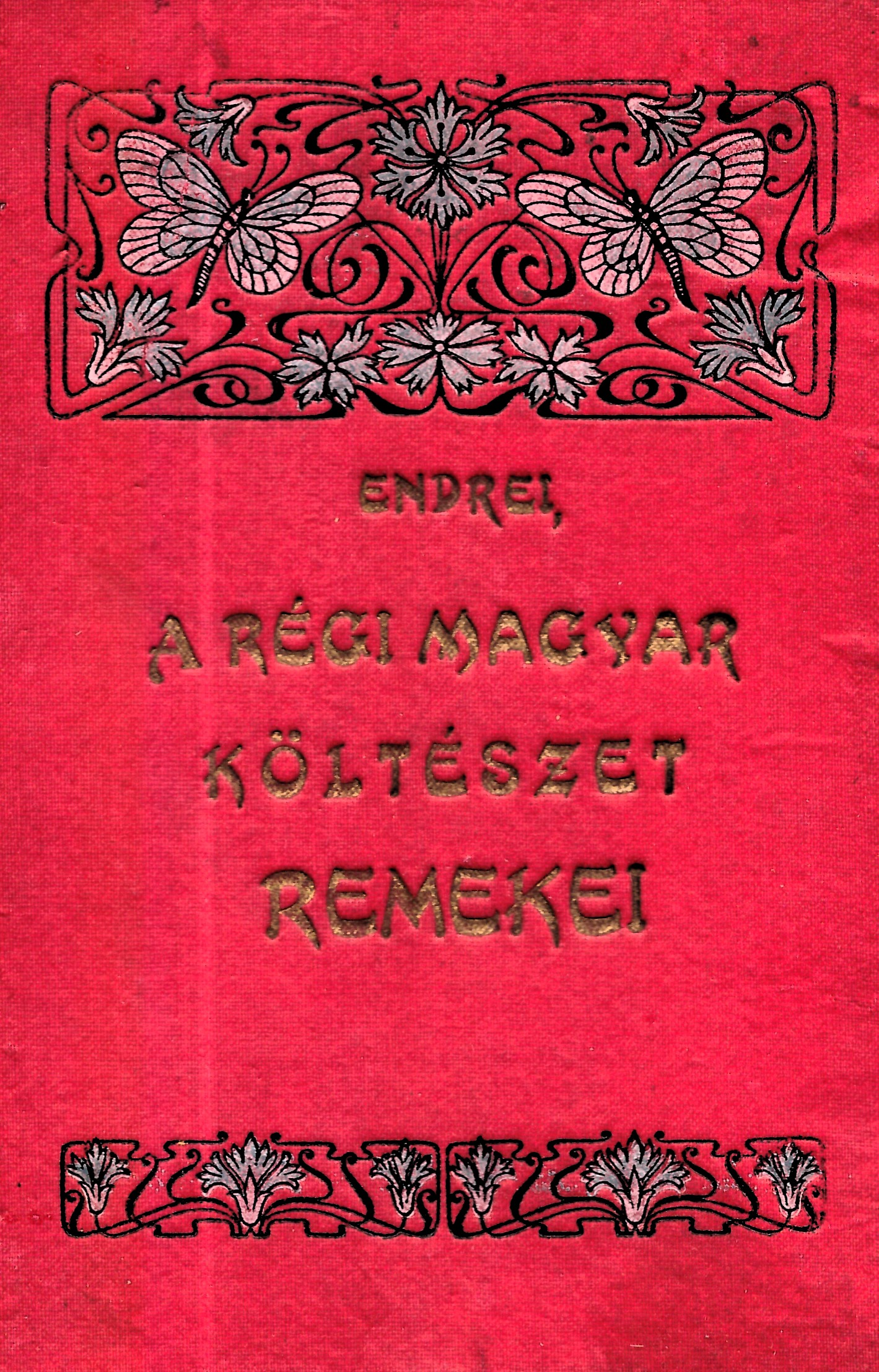
Э.Залан «История венгерской литературы с древнейших времён»(1903).
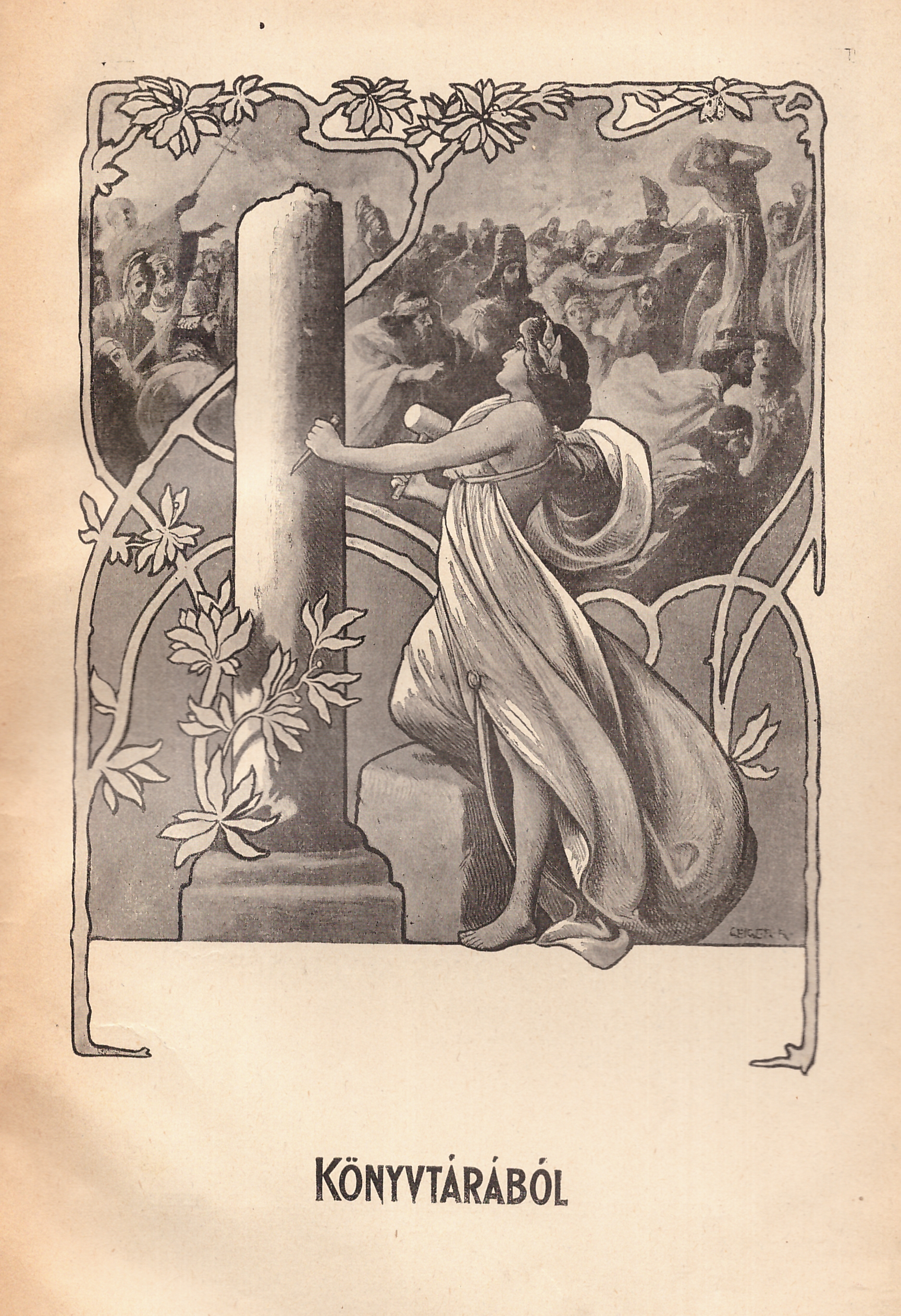
Рихард Гейгер, Из иллюстраций к «Всемирной истории» Э.Залана.
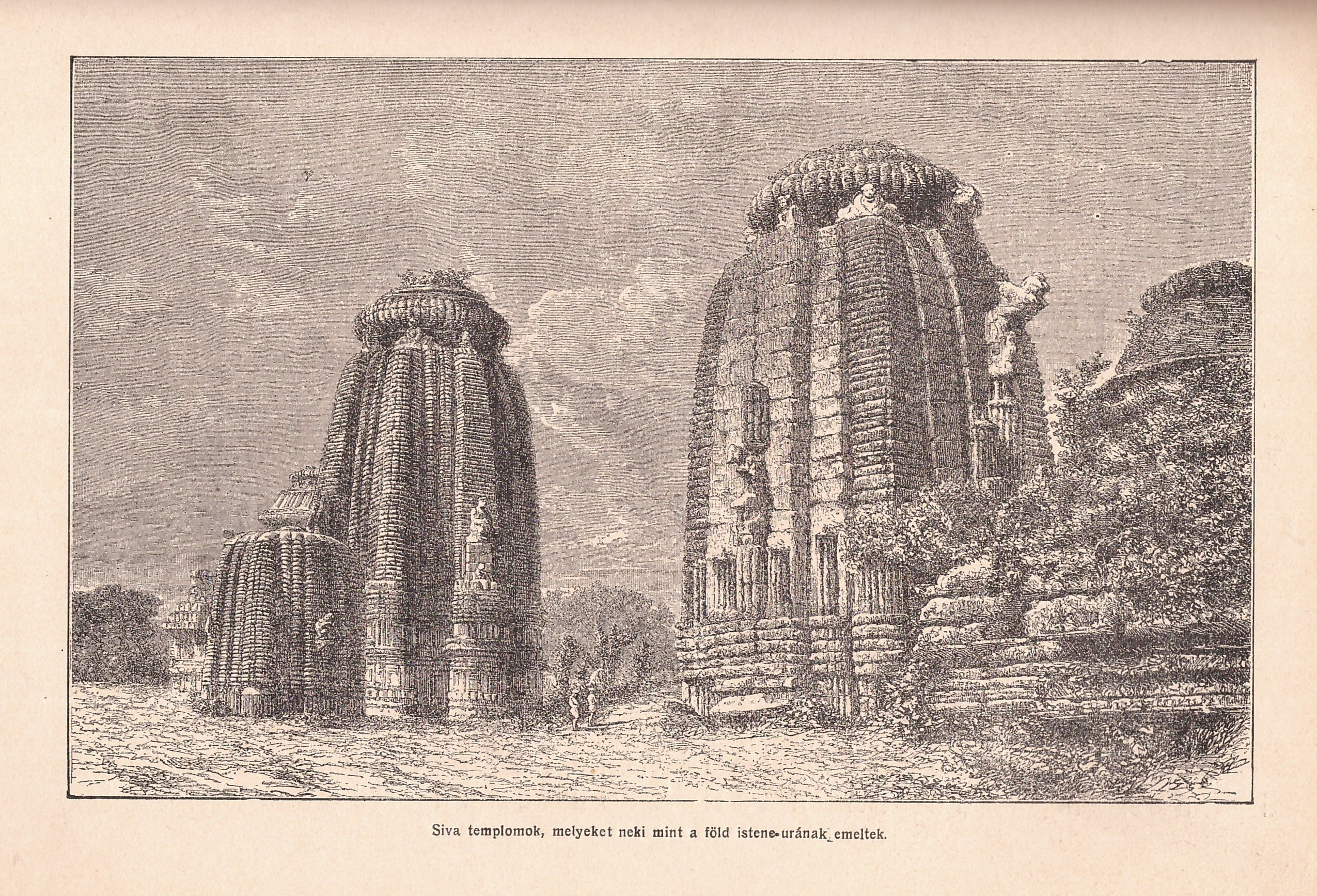
Эндрё Залан, Храмы Шивы, графика. Из иллюстраций к «Всемирной истории».